# Jihoatlantická anomálie

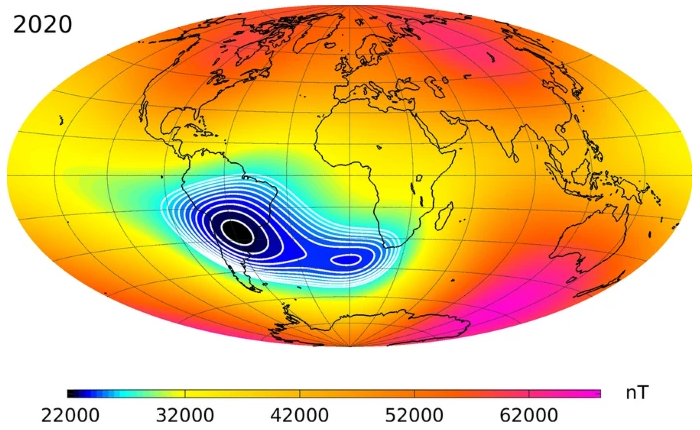
Intenzita zemského magnetického pole v roce 2020

Jihoatlantická anomálie (anglicky South Atlantic Anomaly, SAA) je oblast, kde se vnitřní Van Allenův pás přibližuje zemskému povrch až na vzdálenost 200 km. To vede ke zvýšenému toku energetických částic v této oblasti a vystavuje satelity (včetně ISS) vyšším úrovním ionizující záření.
Tento jev je způsoben nesoustředností magnetického dipólového pole Země, přičemž v posledních desetiletích se tento vliv zvětšuje. SAA je oblast v okolí Země, kde je magnetické pole Země nejslabší vzhledem k idealizovanému dipólovému poli soustředěnému kolem Země.